# Malec forgeron
Pour plus de détails, voir Fiche technique et Distribution.
Malec forgeron (The Blacksmith) est un film muet américain écrit et réalisé par Buster Keaton et Malcolm St. Clair sorti en 1922. En 2013 une nouvelle version a été découverte sur eBay.

## Synopsis
Malec est un simple employé chez le forgeron du village. Mais c'est à se demander quel métier il exerce vraiment. Est-il forgeron, maréchal ferrant ou bien mécanicien ? Malec est tout simplement présent au bon endroit au bon moment ; même s'il tombe, dans la situation, comme un cheveu sur la soupe. Ces hasards de circonstance provoquent un décalage qui nous renvoie directement au personnage de Charlie Chaplin.

## Fiche technique
- Titre : Malec forgeron
- Titre original : The Blacksmith
- Réalisation : Buster Keaton et Malcolm St. Clair
- Scénario : Buster Keaton et Malcolm St. Clair
- Photographie : Elgin Lessley
- Direction technique : Fred Gabourie (en)
- Producteur : Joseph M. Schenck
- Société de production : Comique Film Corporation
- Société de distribution : First National Pictures
- Pays de production :  États-Unis
- Format : Noir et blanc - 1,37:1 - Format 35 mm
- Langue : film muet intertitres anglais
- Genre : Comédie
- Durée : deux bobines
- Date de sortie : 
  - États-Unis : 21 juillet 1922

## Distribution
- Buster Keaton : l'assistant du forgeron
- Virginia Fox : cavalière
- Joe Roberts : le forgeron